# Achille a Sciro

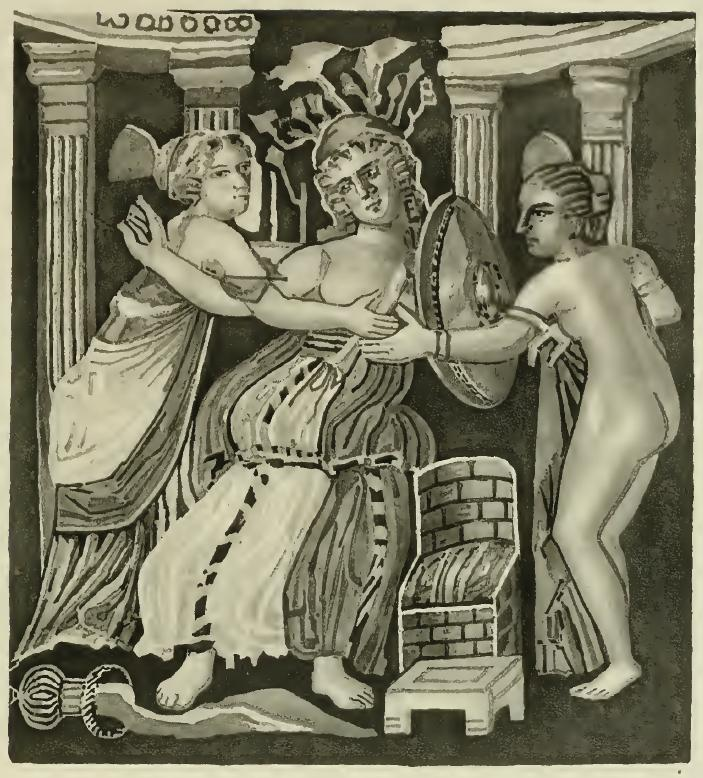
Mosaico che ritrae Achille a Sciro.

L'episodio di Achille a Sciro fa parte del mito riguardante l'eroe relativo a un tempo precedente alla sua partecipazione alla guerra di Troia. Il fatto non è incluso nell'Iliade, ma viene raccontato in versioni scritte successive della storia di Achille; in particolare è tratto dall'Achilleide di Stazio.
La vicenda racconta di come l'appena adolescente Achille si travestì e visse con un'identità femminile mentre si trovava alla corte del re di Sciro, in seguito s'innamorò di una principessa che sposò prima di partire per la guerra; è stato un argomento molto popolare nelle arti e in letteratura a partire dall'età classica e fino alla metà del XX secolo:

## Storia
Il nucleo del mito di Achille a Sciro, così come presentato nelle fonti antiche, è il seguente: invece di lasciar il figlio libero di andare a morire a Troia (questo gli era stato difatti profetizzato) la ninfa Tetide lo mandò a vivere alla corte di Licomede il sovrano di Sciro travestito da ragazzina, come principessa straniera e/o dama di compagnia per le figlie del re, sotto il nome di Pirra-"la rossa" (i capelli dell'eroe erano di un color biondo-fuoco). Si dice abbia avuto una relazione con Deidamia, una delle figlie di Licomede, da cui ebbe anche uno o due figli, Neottolemo (soprannominato Pirro) e Oneiros.
Nel frattempo un'altra profezia aveva intimato a tutti gli Achei che la guerra non avrebbe in alcun modo potuto aver esito positivo per loro senza la partecipazione del giovane Achille: Odisseo e diversi altri capi della spedizione si lanciarono allora sulle sue tracce. Giunti a Sciro in abiti da mercanti andarono ad offrire doni, ornamenti e strumenti musicali alla corte di Licomede, ma mischiate a questi misero anche alcune splendide armi.
Gli Achei rimasti fuori dalle stanze delle donne intanto imitarono i rumori di un attacco nemico proveniente dall'esterno: ciò spinse l'intemerato Achille a rivelarsi, andando subito a scegliere una delle spade: così smascherato il giovane si trovò costretto ad accettare di partecipare alla missione, fu condotto alle navi e tutti immediatamente partirono in direzione della città di Priamo. In alcune versioni Deidamia vestita da uomo lo seguì.
La versione più dettagliata ed elaborata è però quella che si trova nell'Achilleide: Tetide decide di nascondere il figlio agli occhi del mondo all'interno dell'harem di Licomede. Achille, inizialmente abbastanza riluttante alla fine acconsente, attratto dalla fulgida bellezza di una delle figlie del re; la ninfa lo traveste da fanciulla e lo introduce a corte in qualità di figlia di una donna appartenente al popolo delle Amazzoni.
Ora la giovinetta deve imparare l'educazione e i modi femminili, dice Tetide al re per convincerlo ad accettare, vivendo tra le ragazze normali della sua età, in modo da potersi preparare ad un futuro conveniente matrimonio: Licomede acconsente di prendersi cura della "ragazza" e le sue figlie ignare di tutto accettano subito Achille come nuova compagna di giochi e facendolo vivere e dormire negli appartamenti delle donne.
Dopo qualche tempo egli però comincia a sviluppare una particolare amicizia ed affetto per Deidamia, diventando sempre più difficile per lui nascondere l'interesse sentimentale nei suoi confronti. Infine durante un festival notturno in onore del dio dell'ebbrezza, Dioniso, dove normalmente non sono ammessi uomini, il ragazzo riesce a far sì che i propri desideri virili si esprimano compiutamente; dopo aver avuto un appassionato rapporto sessuale, Achille rivela ad un'allibita Diedamia la sua vera identità.
La ragazza, che non vuole subire le conseguenze dell'ira paterna, decide di continuar a tenere il segreto: poco dopo scoprirà di essere rimasta incinta. Quando Odisseo e i suoi compagni giungono a corte, Achille era oramai oltremodo insofferente del suo travestimento femminile e, anche se Deidamia prova a trattenerlo, dopo il trucco messo in atto dall'astuto acheo, si rivela in tutta la sua virilità.
La ragazza piangente confessa al padre che lei ed Achille sono diventati amanti, non solo, ma hanno anche avuto un figlio: Deidamia, affranta per l'imminente perdita dell'amante, chiede di poterlo seguire, ma ciò pare a tutti cosa impossibile da farsi. Lei allora lo implora di mantenere fisso il ricordo su questi anni passati assieme e di non fare figli con altre donne. Achille giura di tornare un giorno a lei, anche se il fato ha già deciso altrimenti.

## Nelle arti
Questo particolare riguardante la vita di Achille è stato oggetto di molte opere d'arte attraverso i secoli, alcune delle quali vanno in direzione dei risvolti comici causati dallo scambio di genere e al travestimento, con tutte le incomprensioni e doppi sensi che ciò comporta; fino all'espressione ideale eroica, ad un'interpretazione dell'amore etero ed omosessuale, ai riti iniziatici, all'incesto, allo stupro e alla violenza domestica.
La popolarità del tema, per tutto il '6-'700 è dovuto ad una serie di fattori, ma un ruolo certamente molto importante è stato dato dall'aspetto del travestitismo: il maschio adolescente vestito da femmina e che assume via via tutti i ruoli attribuiti alle donne. Alcuni librettisti come Giulio Strozzi, Carlo Capece e Ippolito Bentivoglio si sono avvicinati al tema da un punto di vista più carnevalesco, sottolineando la commedia che impone il mascheramento da uomo a donna, oltre agli aspetti omoerotici che questa sottintende.

### Letteratura
- I sec a.C: Epitalamio di Achille e Deidamia, anonimo, a volte attribuito a Bione di Smirne
- I sec. d.C: Achilleide di Stazio
- XI sec: Deidamia Achilli, di un anonimo ovidiano che si ispira all'epistola di Deidamia ad Achille[3]
- 1300: la storia è menzionata da Dante nel nono canto del Purgatorio, versi 34-42[3]
- 1611: El Aquiles di Tirso de Molina
- 1805: Achille à Scyros di Jean-Charles-Julien Luce de Lancival
- 1890, Achilles in Scyros di Robert Bridges
- 1935: Achille ou le mensonge di Marguerite Yourcenar, pubblicato anche come Déidamie
- 1998: la storia di Achille a Sciro è inclusa nei fumetti di Eric Shanower L'Età del bronzo

### Dipinti
- V sec a.C:  Achille a Sciro di Polignoto
- IV-III sec a.C: Odisseo scopre Achille in abiti di fanciulla di Athenion di Maroneia[8]
- I sec d.C: la Camera di Achille a Sciro, decorata con affreschi, nella Domus Aurea
- III sec d.C: affreschi anonimi nella Casa dei Dioscuri e in altri luoghi di Pompei[9]
- 1600: Odisseo riconosce Achille (travestito da donna) tra le figlie di Licomede di Frans Francken II
- Pietro Paolini, Achille e le figlie di Licomede, Getty Museum (Los Angeles)
- 1649-50: Nicolas Poussin, Scoperta di Achille a Sciro[10]
- 1656: Nicolas Poussin, Achille a Sciro
- 1664: Achille scoperto da Ulisse di Jan de Bray
- Niccolò Bambini, Achille a Sciro
- Gian Pietro Bellori, 2 dipinti di Achille a Sciro, uno ora al Museum of Fine Arts (Boston), l'altro nel Virginia Museum of Fine Arts, Richmond
- 1700: Achille alla corte di re Licomede di Pompeo Batoni

### Opere teatrali
- 1641: La finta pazza di Francesco Sacrati (musica) e Giulio Strozzi (libretto)[7]
- 1663: Achille in Sciro di Giovanni Legrenzi (musica) e Ippolito Bentivoglio (libretto)[7]
- 1663: Achille in Sciro di Antonio Draghi (musica) e Cav. Ximenez (libretto)
- 1712: Tetide in Sciro di Domenico Scarlatti (musica) e Carlo Sigismondo Capece (libretto)[7]
- 1727: Achille in Sciro, opera anonima eseguita presso il teatro dell'opera di Franz Anton von Sporck a Praga, e probabilmente basato sul libretto di Bentivoglio.
- 1733: Achilles di John Gay[7]
- 1735: Achille et Déidamie di André Campra (musica) e Antoine Danchet (libretto)
- 1736: Achille in Sciro di Antonio Caldara (musica) e Metastasio (libretto)
- 1737: Achille in Sciro di Domenico Sarro (musica) e Metastasio (libretto)
- 1738: Achille in Sciro di Giuseppe Arena (musica) e Metastasio (libretto)
- 1739: Achille in Sciro di Pietro Chiarini (musica) e Metastasio (libretto) (adattato da Bartolomeo Vitturi
- 1740: Achille in Sciro di Leonardo Leo[11]
- 1741: Deidamia di George Frideric Handel (musica) e Paolo Antonio Rolli (libretto)
- 1744: Achille in Sciro di Francesco Corselli (musica) e Metastasio (libretto)
- 1745: Achille in Sciro di Gennaro Manna (musica) e Metastasio (libretto)
- 1747: Achille in Sciro di Giovanni Battista Runcher (musica) e Metastasio (libretto)
- 1749: Achille in Sciro di Niccolò Jommelli (musica) e Metastasio (libretto)
- 1751: Achille in Sciro di Gregorio Sciroli (musica) e Metastasio (libretto)
- 1754: Achille in Sciro di Antonio Maria Mazzoni (musica) e Metastasio (libretto)
- 1759: Achille in Sciro di Johann Adolph Hasse (musica) e Metastasio (libretto)
- 1759: Achille in Sciro di Giuseppe Sarti (musica) e Metastasio (libretto)
- 1764: Achille in Sciro di Ferdinando Giuseppe Bertoni (musica)
- 1765: Achille in Sciro di Johann Friedrich Agricola (musica) e Metastasio (libretto)
- 1766: Achille in Sciro di Florian Leopold Gassmann (musica) e Metastasio (libretto)
- 1767: L'Achille in Sciro di Johann Gottlieb Naumann
- 1772: Achille in Sciro di Antonio Amicone
- 1773: Achilles in Petticoats di Thomas Arne (musica) e John Gay (libretto)
- 1774: Achille in Sciro di Pasquale Anfossi (musica) e Metastasio (libretto)
- 1774: Achille in Sciro di Pietro Pompeo Sales (musica) e Metastasio (libretto)
- 1778: Achille in Sciro di Giovanni Paisiello
- 1785: Achille in Sciro di Gaetano Pugnani
- 1794: Achille in Sciro di Marcello Bernardini and Metastasio (libretto)
- 1800: Achille in Sciro: Commedia dramatica per musica, libretto di Publio Quintiliano Settimio
- 1825: Achille in Sciro di Pietro Antonio Coppola (musica) e Rapisarda (libretto)
- 1857: Achille à Scyros di François Anatole Laurent de Rillé (operette)

### Balletto
- 1804: Achille à Scyros di Pierre Gardel (balletto) e Luigi Cherubini (musica)
- 1830: Achilles at Scyros di Carlo Blasis
- 1921, Achilles auf Skyros di Egon Wellesz (musica) e Hugo von Hofmannsthal